# Dorothea Marie de Saxa-Gotha
Dorothea Marie de Saxa-Gotha-Altenburg (22 ianuarie 1674 – 18 aprilie 1713) a fost prima soție a lui Ernst Ludwig I, Duce de Saxa-Meiningen. Ea a fost fiica Ducelui Frederic I de Saxa-Gotha-Altenburg și a primei lui soții, Magdalena Sybille de Saxa-Weissenfels. 

## Biografie
La Gotha, la 19 septembrie 1704, Dorothea Marie s-a căsătorit cu verișorul ei, Prințul Ernst Ludwig de Saxa-Meiningen, fiul cel mare al Ducelui Bernhard I de Saxa-Meiningen. Ei au avut cinci copii:
1. Josef Bernhard (n. 27 mai 1706, Meiningen – d. 22 martie 1724, Roma).
2. Friedrich August (n. 4 noiembrie 1707, Meiningen – d. 25 decembrie 1707, Meiningen).
3. Ernst Ludwig al II-lea, Duce de Saxa-Meiningen (n. 8 august 1709, Coburg – d. 24 februarie 1729, Meiningen).
4. Luise Dorothea (n. 10 august 1710, Meiningen – d. 22 octombrie 1767, Gotha); s-a căsătorit la 17 septembrie 1729 cu Frederic al III-lea, Duce de Saxa-Gotha-Altenburg.
5. Karl Frederick, Duce de Saxa-Meiningen (n. 18 iulie 1712, Meiningen – d. 28 martie 1743, Meiningen).

La doi ani după căsătorie socrul ei a murit iar soțul împreună cu frații săi au preluat conducerea ducatului de Saxa-Meiningen. Dorothea Marie a murit în 1713, la 39 de ani. Anul următor, soțul ei s-a recăsătorit cu Elisabeth Sophie de Brandenburg, cu care nu a avut copii.